# Uwe Kropinski
Uwe Kropinski (* 20. Februar 1952 in Ost-Berlin) ist ein deutscher Komponist, Perkussionist, Improvisations- und Jazz-Gitarrist. Er zählt zu den profiliertesten Jazz-Gitarristen in Deutschland.

## Leben
Kropinski begann 1966 als Rockmusiker und spielte unter anderem mit Sängerin Tamara Danz (seine damalige Freundin) in der Schulband Die Cropies an der EOS „Klement Gottwald“ in Treptow. Von 1970 bis 1974 studierte er klassische Gitarre bei Dieter Rumstig und Jazzgitarre an der Berliner Hochschule für Musik „Hanns Eisler“ Berlin.
1977 begann er seine Konzertkarriere als Free-Jazz- und Improvisations-Musiker, bis 1986 war er Mitglied in verschiedenen Jazzformationen. Er spielte mit Conny Bauer (1976) und  weiteren führenden Jazzmusikern der DDR zusammen. Ein erstes Solokonzert spielte er in der Jazzwerkstatt Peitz. Er leitete ein Quartett mit der Besetzung Volker Schlott (Saxofon), Günter Bartel (Bass) und Peter Gröning (Schlagzeug). Es folgten Duette mit John Tchicai (Saxofon), Joëlle Léandre (Bass) und Rudolf Dašek (Gitarre). Weitere Partner waren Günter „Baby“ Sommer und Adelhard Roidinger. Er wirkte in diversen Tanzprojekten mit Iris Sputh, Arila Siegert und Thomas Hartmann unter anderem im Bauhaus Dessau mit. Tourneen quer durch Europa standen auf dem Spielplan.
1986 kehrte er nach einem Konzert in Bayern nicht mehr in die DDR zurück und wohnte zunächst in Nürnberg, ab 1987 in Köln. 1993 ging er mit Michael Heupel auf Einladung des Goethe-Instituts auf Tournee in einigen afrikanischen Ländern. Dabei spielten die beiden Musiker im Sudan, in Kenia, Tansania, Madagaskar, Simbabwe und Äthiopien. Danach nahmen Kropinski und Heupel das Album African Notebook auf.
1989 ließ er sich von dem niederländischen Gitarrenbauer Theo Scharpach eine spezielle Gitarre mit 39 Bünden bauen, auf der er neue Spiel- und Perkussionstechniken entwickelte, die er seither als einziger Musiker spielt. 1995 trat er mit Jamaaladeen Tacuma auf. Kooperationen mit Joachim Kühn, Rolf Kühn und Dieter Köhnlein schlossen sich an. 1998 zog er zurück nach Berlin.
Neben seiner Konzerttätigkeit gibt Kropinski Improvisationsworkshops und schreibt zahlreiche Kompositionen. Gemeinsam mit David Friesen gibt er die komponierten Werke Guitar-guitar und Departure heraus. Zudem ist er Fotograf und CD-Cover-Gestalter.
Von All about Jazz wurde Kropinski als „ein schwer zu klassifizierender Musiker mit Ausflügen in die klassische Technik, avantgardistischen Neigungen, folkloristischem [...] Material und sogar Vokalisierung und perkussiven Effekten“ beschrieben.

## Diskografische Hinweise
- Uwe Kropinski bei Solokonzert im Gewölbekeller des Jazzinstituts Darmstadt am 23. März 2012Kropinski Solo  (Amiga Jazz 1985)
- So oder so (ITM 1987)

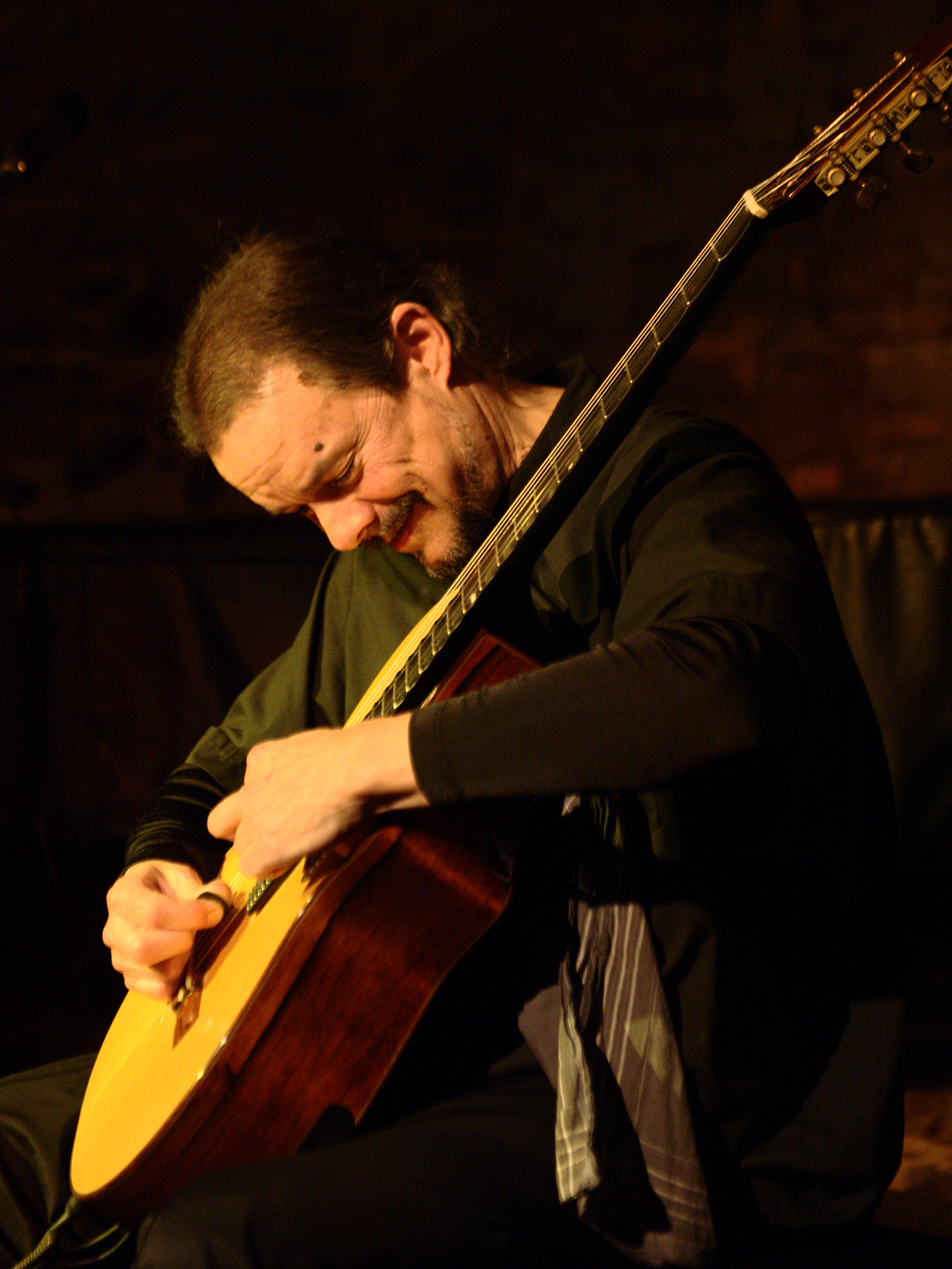
Uwe Kropinski bei Solokonzert im Gewölbekeller des Jazzinstituts Darmstadt am 23. März 2012

- Dancing with the Bass mit David Friesen (ITM 1988)
- By the Way mit Dieter Köhnlein (Aho 1989)
- Guitar Guitar (ITM 1991)
- Berlin Concert (ITM 1991)
- Reflections (Doppelmoppel mit Conny Bauer, Hannes Bauer und Helmut „Joe“ Sachse; FMP 1992)
- First Time In Manhattan (mit Cecil McBee und Pheeroan akLaff) (ITM 1993)
- Dinner for Two (mit Volker Schlott; Acoustic Music Records, 1994)
- African Notebook (mit Michael Heupel; Aho 1995)
- In und um C (mit Dieter Köhnlein; ITM 1996)
- Picture In Black And White (mit John Stowell; Acoustic Music Records, 1996)
- Generations from (East) Germany (mit Conny Bauer, Joachim Kühn, Rolf Kühn, Volker Schlott und Klaus Koch; Klangräume 1997)
- Aventure Québéquoise (1998) (Doppelmoppel mit Conny Bauer, Hannes Bauer und Helmut „Joe“ Sachse; Victo 1998)
- Made in Istanbul (live) (mit David Friesen; ITM 2003)
- Sentimental Moods (mit Michael Heupel; ITM 2005)
- American Dream (Acoustic Music Records, 2005)
- Marula in All mit Michael Heupel, Majid Bekkas, Aly Keïta (Morgenland Records, 2008)
- Zwei mit Jamaaladeen Tacuma (Jazzwerkstatt 2009)
- So wie so Kropinski Solo (Jazzwerkstatt 2012)
- Elf Elfen Blues mit Susanne Paul Vladimir Karparov (Jazzwerkstatt 2013)
- Scratching the Silence mit Dieter Köhnlein (2015)
- Blätter aus dem Garten der Schubartin mit Ludwig Schumann (2015)
- A Kind of Now  mit Michael Heupel (Jazzwerkstatt 2018)
- Instant stories mit Dieter Köhnlein (2022)